# Wordwell
Wordwell – wieś w Anglii, w hrabstwie Suffolk. Leży 44 km na północny zachód od miasta Ipswich i 106 km na północny wschód od Londynu.